# Ocythoe tuberculata
Ocythoe tuberculata (у преводу са енглеског језика: туберкуларни пелашки октопод или фудбалски окотпод) је врста хоботнице, релативно слабо истражена у погледу начина живота и животног циклуса.

## Грађа
Потпуно одрасла женка је дужине једног метра. Мужјак је значајно мањи; око 10 cm. На вентралној страни је низ брадавичастих задебљања. Боја је млечнобела или сребрна и сјајна. Хектокотилизирана је трећа ручица која има два низа спљоштених пијавки. Као врста су веома посебни у свету главоножаца јер поседују прави рибљи мехур и ововивипарни су.

## Начин живота
Младе женке и мужјаци пливају у празним туникама салпи, али се мало зна о њиховом односу.

## Станиште
Насељавају пучину Јадранског мора и има их све до Атлантског океана. Нису превише чести.